# La Benâte
La Benâte is een plaats en voormalige gemeente in het Franse departement Charente-Maritime in de regio Nouvelle-Aquitaine en telt 402 inwoners (1999). De plaats maakt deel uit van het arrondissement Saint-Jean-d'Angély.

## Geschiedenis
Op 1 januari 2016 fuseerde de gemeente met Saint-Denis-du-Pin tot de commune nouvelle Essouvert.

## Geografie
De oppervlakte van La Benâte bedraagt 11,1 km², de bevolkingsdichtheid is 36,2 inwoners per km².
De onderstaande kaart toont de ligging van La Benâte met de belangrijkste infrastructuur en aangrenzende gemeenten.

## Demografie
Onderstaande figuur toont het verloop van het inwonertal.